# Giovanni Battista Pastene
Giovanni Battista Pastene, noto anche come Juan Bautista Pastene (Pegli, 1507 – Santiago del Cile, 1582), è stato un navigatore italiano che partecipò alla conquista dei mari del Sudamerica, diventando ammiraglio della flotta spagnola, partecipando assieme a Pedro de Valdivia alla conquista del Cile.
La città di Valparaíso deve il suo nome ai marinari italiani che identificarono quei bellissimi luoghi come "valle del paradiso".

## Riconoscimenti
Gli è stata intitolata la città cilena di Capitan Pastene, popolata da immigrati italiani.